# Scapheremaeus corniger
Scapheremaeus corniger är en kvalsterart som först beskrevs av Berlese 1908.  Scapheremaeus corniger ingår i släktet Scapheremaeus och familjen Cymbaeremaeidae. Inga underarter finns listade i Catalogue of Life.